# Codex Amiatinus

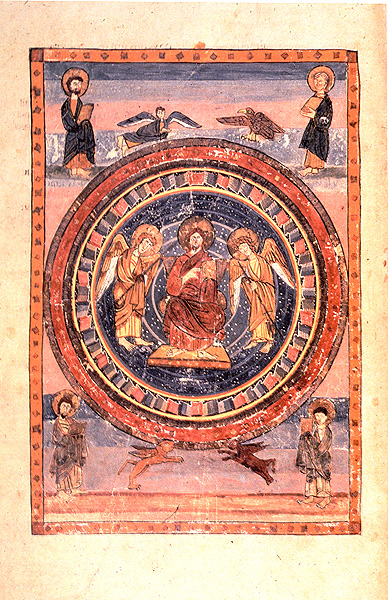
Fragment del Codex Amiatinus

El Codex Amiatinus (A) és un manuscrit uncial del segle viii de l'Antic i Nou Testament. Està escrit en llatí, sobre pergamí, amb lletres uncials, i es conserva a la Biblioteca Medicea Laurenziana (Cat. Sala Studio 6).
El còdex conté 1029 fulles de pergamí (51 x 34 cm). Es tracta d'un manuscrit de la Vulgata.